# کلیسای جامع کوئوپیو
کلیسای جامع کوئوپیو (فنلاندی: Kuopion tuomiokirkko , سوئدی: Kuopio domkyrka) یک کلیسای سنگی به سبک نئوکلاسیک لوتری انجیلی در کوئوپیو در فنلاند و مقر اسقف نشین کوئوپیو است. این کلیسای جامع بین سال‌های ۱۸۰۶ و ۱۸۱۵ ساخته شد